# Sveti Peter in Pavel
Sveti Peter in Pavel je krščanski praznik, ki se praznuje vsako leto 29. junija, na domnevni dan mučeniške smrti apostolov Petra in Pavla. Peter je bil križan, Pavel pa obglavljen. Je eden od najstarejših cerkvenih praznkov, praznovali so ga že v prvi polovici 4. stoletja.
Kristus je Petra določil za skalo, na kateri bo zidal svojo Cerkev.